# Bekdemirler, Mudurnu
Bekdemirler là một xã thuộc huyện Mudurnu, tỉnh Bolu, Thổ Nhĩ Kỳ. Dân số thời điểm năm 2010 là 360 người.